# European Football League
La European Football League è stata la massima competizione europea a livello di club del football americano. La finale è stata l'Eurobowl fino al 2013; dal 2014 la competizione è diventata di competenza di GFL International ed è diventata la seconda competizione per importanza gestita da questa associazione. Da quel momento la sua finale è denominata EFL Bowl, mentre l'Eurobowl è divenuto la finale di una nuova competizione con lo stesso nome gestita dalla BIG6. Nel 2019 la BIG6 non è stata organizzata, quindi l'Eurobowl è tornato ad essere la finale della EFL.
La prima edizione si è disputata nel 1986, ed è stata vinta dai Vantaan TAFT, che hanno superato in finale i Doves Bologna. Dal 1988 ad oggi è stata disputata ogni anno.
La finale si è disputata in campo neutro fino al 1997. Da allora, si gioca invece nello stadio della squadra che ha ottenuto il miglior record nei gironi eliminatori.
La squadra che ha ottenuto il maggior numero di successi sono i Vienna Vikings, con 5 vittorie. Seguono Hamburg Blue Devils, Tirol Raiders e Lions Bergamo con 3.

## Fino al 2013

### Team partecipanti
| Team                         | Numero Partecipazioni | Miglior piazzamento Stagione regolare | Titoli vinti |
| ---------------------------- | --------------------- | ------------------------------------- | ------------ |
| Aarhus Tigers                | 3                     |                                       | 0            |
| Amsterdam Crusaders          | 7                     |                                       | 2            |
| Amsterdam Rams               | 1                     |                                       | 0            |
| Anges Bleus de Joinville     | 1                     |                                       | 0            |
| Ansbach Grizzlies            | 1                     |                                       | 0            |
| Argonautes d'Aix-en-Provence | 9                     |                                       | 0            |
| Arlanda Jets                 | 1                     |                                       | 0            |
| Avedøre Monarchs             | 1                     |                                       | 0            |
| Badalona Dracs               | 9                     |                                       | 0            |
| Barcelona Bóxers             | 1                     |                                       | 0            |
| Basilisk Meanmachine         | 2                     |                                       | 0            |
| Belgrade Blue Dragons        | 1                     |                                       | 0            |
| Berlin Adler                 | 10                    |                                       | 1            |
| Bern Grizzlies               | 1                     |                                       | 0            |
| Birmingham Bulls             | 4                     |                                       | 0            |
| Black Panthers de Thonon     | 2                     |                                       | 0            |
| Braunschweig Lions           | 7                     |                                       | 2            |
| Brussels Raiders             | 4                     |                                       | 0            |
| Calanda Broncos              | 4                     |                                       | 1            |
| Carlstad Crusaders           | 2                     |                                       | 0            |
| Cologne Crocodiles           | 2                     |                                       | 0            |
| Copenhagen Towers            | 2                     |                                       | 0            |
| Coventry Jets                | 1                     |                                       | 0            |
| Craigavon Cowboys            | 1                     |                                       | 0            |
| Danube Dragons               | 3                     |                                       | 0            |
| Dolphins Ancona              | 4                     |                                       | 0            |
| Donetsk Scythians            | 4                     |                                       | 0            |
| Doves Bologna                | 1                     |                                       | 0            |
| Dublin Celts                 | 4                     |                                       | 0            |
| Düsseldorf Panther           | 3                     |                                       | 1            |
| East City Giants             | 4                     |                                       | 0            |
| Eidsvoll 1814's              | 3                     |                                       | 0            |
| Feldkirch Oscar Dinos        | 1                     |                                       | 0            |
| Flash de La Courneuve        | 11                    |                                       | 0            |
| Frogs Legnano                | 7                     |                                       | 1            |
| Geneva Seahawks              | 1                     |                                       | 0            |
| Giaguari Torino              | 1                     |                                       | 0            |
| Giants Bolzano               | 4                     |                                       | 0            |
| Gladiatori Roma              | 1                     |                                       | 0            |
| Graz Giants                  | 15                    |                                       | 0            |
| Hamburg Blue Devils          | 5                     |                                       | 3            |
| Helsinki Roosters            | 8                     |                                       | 1            |
| Helsinki Wolverines          | 3                     |                                       | 0            |
| Ipswich Cardinals            | 1                     |                                       | 0            |
| Kiel Baltic Hurricanes       | 1                     |                                       | 0            |
| Kiev Slavs                   | 1                     |                                       | 0            |
| Kishinev Barbarians          | 2                     |                                       | 0            |
| Kristianstad C4 Lions        | 2                     |                                       | 0            |
| Leicester Panthers           | 2                     |                                       | 0            |
| Leuven Lions                 | 1                     |                                       | 0            |
| Limhamn Griffins             | 2                     |                                       | 0            |
| Lions Bergamo                | 13                    |                                       | 3            |
| London Blitz                 | 1                     |                                       | 0            |
| London O's                   | 3                     |                                       | 2            |
| London Ravens                | 1                     |                                       | 0            |
| Lugano Seagulls              | 1                     |                                       | 0            |
| Luxembourg Red Lions         | 1                     |                                       | 0            |
| Madrid Panteras              | 2                     |                                       | 0            |
| Manchester Spartans          | 1                     |                                       | 1            |
| Marburg Mercenaries          | 1                     |                                       | 0            |
| Milton Keynes Pioneers       | 1                     |                                       | 0            |
| Minsk Zubrs                  | 1                     |                                       | 0            |
| Molosses d'Asnières          | 1                     |                                       | 0            |
| Moscow Bears                 | 3                     |                                       | 0            |
| Moscow Patriots              | 8                     |                                       | 0            |
| Moscow Swans                 | 1                     |                                       | 0            |
| Mousquetaires de Paris       | 6                     |                                       | 0            |
| Munich Cowboys               | 1                     |                                       | 0            |
| Munkka Colts                 | 1                     |                                       | 0            |
| Oslo Vikings                 | 4                     |                                       | 0            |
| Osos de Rivas                | 3                     |                                       | 0            |
| Panthers Parma               | 2                     |                                       | 0            |
| Paris Jets                   | 1                     |                                       | 0            |
| Pharaones Milano             | 1                     |                                       | 0            |
| Phoenix Bologna              | 2                     |                                       | 0            |
| L'Hospitalet Pioners         | 8                     |                                       | 0            |
| Porvoon Butchers             | 3                     |                                       | 0            |
| Prague Black Panthers        | 7                     |                                       | 0            |
| Red Barons Cologne           | 1                     |                                       | 0            |
| Rotterdam Trojans            | 1                     |                                       | 0            |
| Rüsselsheim Razorbacks       | 1                     |                                       | 0            |
| Salzburg Lions               | 2                     |                                       | 0            |
| Schwäbisch Hall Unicorns     | 2                     |                                       | 0            |
| Seaside Vipers               | 5                     |                                       | 0            |
| Seinäjoki Crocodiles         | 4                     |                                       | 0            |
| Søllerød Gold Diggers        | 1                     |                                       | 0            |
| Solna Chiefs                 | 1                     |                                       | 0            |
| Spartiates d'Amiens          | 3                     |                                       | 0            |
| Stockholm Mean Machines      | 10                    |                                       | 0            |
| Stuttgart Scorpions          | 1                     |                                       | 0            |
| Templiers d'Élancourt        | 2                     |                                       | 0            |
| Den Haag Raiders             | 2                     |                                       | 0            |
| Tirol Raiders                | 11                    |                                       | 3            |
| Triangle Razorbacks          | 1                     |                                       | 0            |
| Turku Trojans                | 1                     |                                       | 0            |
| Tyresö Royal Crowns          | 1                     |                                       | 0            |
| Union Rangers Wien           | 1                     |                                       | 0            |
| Uppsala 86ers                | 2                     |                                       | 0            |
| Valencia Firebats            | 4                     |                                       | 0            |
| Vantaan TAFT                 | 1                     |                                       | 1            |
| Vienna Vikings               | 16                    |                                       | 5            |
| Warriors Bologna             | 1                     |                                       | 0            |
| Zaragoza Lions               | 1                     |                                       | 0            |
| Zürich Renegades             | 1                     |                                       | 0            |

### Finale

#### Eurobowl
| Data           | Ediz.                  | Località               | Vincitrice             | Finalista                    | Punteggio              |
| -------------- | ---------------------- | ---------------------- | ---------------------- | ---------------------------- | ---------------------- |
| 16 agosto 1986 | I                      | Amsterdam              | Vantaan TAFT           | Doves Bologna                | 20-16                  |
| 1987           | Edizione non disputata | Edizione non disputata | Edizione non disputata | Edizione non disputata       | Edizione non disputata |
| 7 agosto 1988  | II                     | Londra                 | Helsinki Roosters      | Amsterdam Crusaders          | 35-14                  |
| 22 luglio 1989 | III                    | Legnano                | Frogs Legnano          | Amsterdam Crusaders          | 27-23                  |
| 28 luglio 1990 | IV                     | Rimini                 | Manchester Spartans    | Frogs Legnano                | 34-22                  |
| 1991           | V                      | Offenbach am Main      | Amsterdam Crusaders    | Berlin Adler                 | 21-20                  |
| 1992           | VI                     | Uppsala                | Amsterdam Crusaders    | Giaguari Torino              | 42-24                  |
| 3 luglio 1993  | VII                    | Bruxelles              | Streatham Olympians    | Amsterdam Crusaders          | 42-21                  |
| 4 giugno 1994  | VIII                   | Stoccarda              | Streatham Olympians    | Lions Bergamo                | 26-23                  |
| 8 luglio 1995  | IX                     | Stoccarda              | Düsseldorf Panther     | London O's                   | 21-14                  |
| 6 luglio 1996  | X                      | Stoccarda              | Hamburg Blue Devils    | Argonautes d'Aix-en-Provence | 21-14                  |
| 28 giugno 1997 | XI                     | Stoccarda              | Hamburg Blue Devils    | Phoenix Bologna              | 35-14                  |
| 5 luglio 1998  | XII                    | Amburgo                | Hamburg Blue Devils    | Flash de La Courneuve        | 38-19                  |
| 26 giugno 1999 | XIII                   | Amburgo                | Braunschweig Lions     | Hamburg Blue Devils          | 27-23                  |
| 17 giugno 2000 | XIV                    | Amburgo                | Lions Bergamo          | Hamburg Blue Devils          | 42-20                  |
| 7 giugno 2001  | XV                     | Vienna                 | Lions Bergamo          | Vienna Vikings               | 28-11                  |
| 6 luglio 2002  | XVI                    | Braunschweig           | Lions Bergamo          | Braunschweig Lions           | 27-20                  |
| 5 luglio 2003  | XVII                   | Braunschweig           | Braunschweig Lions     | Vienna Vikings               | 21-14                  |
| 10 luglio 2004 | XVIII                  | Vienna                 | Vienna Vikings         | Lions Bergamo                | 53-20                  |
| 8 luglio 2005  | XIX                    | Vienna                 | Vienna Vikings         | Lions Bergamo                | 29-6                   |
| 22 luglio 2006 | XX                     | Vienna                 | Vienna Vikings         | Flash de La Courneuve        | 41-9                   |
| 1º luglio 2007 | XXI                    | Vienna                 | Vienna Vikings         | Marburg Mercenaries          | 70-19                  |
| 5 luglio 2008  | XXII                   | Innsbruck              | Tirol Raiders          | Vienna Vikings               | 28-24                  |
| 11 luglio 2009 | XXIII                  | Innsbruck              | Tirol Raiders          | Flash de La Courneuve        | 31-19                  |
| 4 luglio 2010  | XXIV                   | Vienna                 | Berlin Adler           | Vienna Vikings               | 34-31                  |
| 18 giugno 2011 | XXV                    | Innsbruck              | Tirol Raiders          | Berlin Adler                 | 27-12                  |
| 21 luglio 2012 | XXVI                   | Vaduz                  | Calanda Broncos        | Vienna Vikings               | 27-14                  |
| 6 luglio 2013  | XXVII                  | Innsbruck              | Vienna Vikings         | Tirol Raiders                | 37-14                  |

##### Vittorie per squadra
- Vienna Vikings (5 - 5)
- Lions Bergamo (3 - 3)
- Hamburg Blue Devils (3 - 2)
- Tirol Raiders (3 - 1)
- Amsterdam Crusaders (2 - 3)
- Braunschweig Lions (2 - 1)
- Streatham Olympians (2 - 1)
- Berlin Adler (1 - 2)
- Frogs Legnano (1 - 1)
- Düsseldorf Panther (1 - 0)
- Manchester Spartans (1 - 0)
- Helsinki Roosters (1 - 0)
- Vantaan TAFT (1 - 0)
- Calanda Broncos (1 - 0)

- Flash de La Courneuve (0 - 3)
- Argonautes d'Aix-en-Provence (0 - 1)
- Doves Bologna (0 - 1)
- Phoenix Bologna (0 - 1)
- Marburg Mercenaries (0 - 1)
- Giaguari Torino (0 - 1)

##### Vittorie per nazione
- Germania (9 - 8)
- Austria (8 - 6)
- Italia (4 - 8)
- Regno Unito (3 - 1)
- Paesi Bassi (2 - 3)
- Finlandia (2 - 0)
- Svizzera (1 - 0)
- Francia (0 - 4)

## Dal 2014 al 2018

### Team partecipanti
In grassetto i team che partecipano alla stagione in corso (o all'ultima stagione).
| Team                     | Numero Partecipazioni | Miglior piazzamento Stagione regolare | Titoli vinti |
| ------------------------ | --------------------- | ------------------------------------- | ------------ |
| Allgäu Comets            | 1                     | 1° (Gruppo A) 2015                    | 0            |
| Alphen Eagles            | 2                     | 2° (Gruppo 1) 2014 (Gruppo B) 2015    | 0            |
| Amsterdam Crusaders      | 2                     | 1° (Gruppo A) 2016                    | 0            |
| Badalona Dracs           | 4                     | 1° (Gruppo 1) 2014                    | 0            |
| Berlin Adler             | 2                     | 3° (Gruppo B) 2017                    | 0            |
| Black Panthers de Thonon | 3                     | 1° (Gruppo B) 2017                    | 1            |
| Brussels Tigers          | 1                     |                                       | 0            |
| Calanda Broncos          | 1                     |                                       | 0            |
| Cologne Falcons          | 1                     | 2° (Gruppo 2) 2014                    | 0            |
| Dauphins de Nice         | 1                     | 2° (Gruppo A) 2017                    | 0            |
| Düsseldorf Panther       | 1                     | 3° (Gruppo 2) 2014                    | 0            |
| Frankfurt Universe       | 1                     | 1° (Gruppo B) 2016                    | 1            |
| Gladiators Beider Basel  | 1                     | 3° (Gruppo 1) 2014                    | 0            |
| Hamburg Huskies          | 1                     | 3° (Gruppo A) 2016                    | 0            |
| Kiel Baltic Hurricanes   | 3                     | 1° (Gruppo 2) 2014 (Gruppo B) 2015    | 2            |
| Marburg Mercenaries      | 1                     | 3° (Gruppo B) 2015                    | 0            |
| Potsdam Royals           | 3                     | 1° (Gruppo A) 2018                    | 1            |
| Prague Black Panthers    | 1                     | 2° (Gruppo B) 2017                    | 0            |
| Rhinos Milano            | 1                     | 1° (Gruppo A) 2017                    | 0            |
| Seamen Milano            | 1                     | 1° (Gruppo B) 2018                    | 0            |

Partecipazioni comprensive della stagione 2018.

### Finale

#### EFL Bowl
| Data           | Edizione | Località             | Vincitrice               | Punteggio | Finalista           |
| -------------- | -------- | -------------------- | ------------------------ | --------- | ------------------- |
| 19 luglio 2014 | I        | Kiel                 | Kiel Baltic Hurricanes   | 40-0      | Badalona Dracs      |
| 27 giugno 2015 | II       | Kiel                 | Kiel Baltic Hurricanes   | 49-28     | Allgäu Comets       |
| 11 giugno 2016 | III      | Francoforte sul Meno | Frankfurt Universe       | 35-21     | Amsterdam Crusaders |
| 10 giugno 2017 | IV       | Thonon-les-Bains     | Black Panthers de Thonon | 29-20     | Rhinos Milano       |
| 9 giugno 2018  | V        | Sesto San Giovanni   | Potsdam Royals           | 43-42     | Seamen Milano       |

##### Vittorie per squadra
- Kiel Baltic Hurricanes (2 - 0)
- Potsdam Royals (1 - 0)
- Black Panthers de Thonon (1 - 0)
- Frankfurt Universe (1 - 0)

- Rhinos Milano (0 - 1)
- Seamen Milano (0 - 1)
- Amsterdam Crusaders (0 - 1)
- Badalona Dracs (0 - 1)
- Allgäu Comets (0 - 1)

##### Vittorie per nazione
- Germania (4 - 1)
- Francia (1 - 0)
- Italia (0 - 2)
- Spagna (0 - 1)
- Paesi Bassi (0 - 1)

## Dal 2019

### Team partecipanti
In grassetto i team che partecipano alla stagione in corso (o all'ultima stagione).
| Team                | Numero Partecipazioni | Miglior piazzamento Stagione regolare | Titoli vinti |
| ------------------- | --------------------- | ------------------------------------- | ------------ |
| Amsterdam Crusaders | 1                     |                                       | 0            |
| Potsdam Royals      | 1                     |                                       | 1            |

Partecipazioni comprensive della stagione 2019.

### Finale

#### Eurobowl
| Data          | Edizione | Località | Vincitrice     | Punteggio | Finalista           |
| ------------- | -------- | -------- | -------------- | --------- | ------------------- |
| 8 giugno 2019 | XXXIII   | Potsdam  | Potsdam Royals | 62-12     | Amsterdam Crusaders |

##### Vittorie per squadra
- Potsdam Royals (1 - 0)

- Amsterdam Crusaders (0 - 1)

##### Vittorie per nazione
- Germania (1 - 0)
- Paesi Bassi (0 - 1)